# Coryphaenoides delsolari
Coryphaenoides delsolari és una espècie de peix de la família dels macrúrids i de l'ordre dels gadiformes.

## Morfologia
- Els mascles poden assolir 51 cm de llargària total.[4][5]

## Hàbitat
És un peix d'aigües profundes que viu entre 300-1650 m de fondària, tot i que, normalment, ho fa entre 600-1200.

## Distribució geogràfica
Es troba des de l'Illa Cocos fins al Xile central, incloent-hi les Illes Galápagos.